# 33536 Charpugdee
33536 Charpugdee este o planetă minoră (asteroid), cu un diametru de 5,458 km, din centura de asteroizi. A fost descoperită pe 17 aprilie 1999 la Experimental Test Site⁠(d) de Lincoln Near-Earth Asteroid Research. 
Obiectul prezintă o orbită caracterizată de o semiaxă mare de 2,4044357 UAi, o excentricitate de 0,08, o înclinație de 3,46891 ° în raport cu ecliptica.